# Арадо Ar 232
Арадо Ar 232 био је први модерни војни транспортни авион израђен од стране Арадо развојног тима 1940. године. Настао је као потреба да се замени Јункерс Ju 52. Иако је израђен у веома малом броју (око 20 примерака) овај авион је за своје време био веома модеран и поставио је основе данашњих транспортних авиона. Труп авиона низак, са рампом за укрцавање у задњем делу авиона, високо постављеним репом који је омогућавао лакше слетање на неравном и неприступачном терену као и савременију електронику.